# ウィリアム・T・ヴォルマン
ウィリアム・Ｔ・ヴォルマン（William T.Vollmann、1959年7月28日 - ）は、アメリカ合衆国・カリフォルニア州ロサンゼルス出身の小説家、ジャーナリスト。全米図書賞受賞者である。

## 経歴
1990年代にはデヴィッド・フォスター・ウォレスと並んでピンチョン以降のポストモダン文学を代表する一人と見なされていた。きわめて多作な作家であり、長大な小説を数多く執筆する一方、取材のために世界各地を旅行してはその成果をルポルタージュや旅行記として発表している。近年は自然科学や日本の能舞台など幅広い分野のノンフィクションも手がけている。

## 邦訳作品
- 『ハッピー・ガールズ、バッド・ガールズ』迫光訳 講談社 1996年7月

- 『蝶の物語たち』山形浩生訳 白水社 1996年12月
- 『ザ・ライフルズ』栩木玲子訳 国書刊行会  (文学の冒険シリーズ) 2001年2月

## 七つの夢シリーズ
全７巻が予定されているヴォルマンの長編小説シリーズ。ヴァイキング時代から現代にいたる北米大陸の歴史を、原住民と入植者の対立を軸に捉え直そうという試みである。各巻は独立しており、北米史の様々な時代を背景として緻密な取材に基づいた物語が描かれている。発表順はバラバラで、現在までに７巻中４巻が発表されている。
- 1. The Ice-Shirt (1990)
- 2. Fathers and Crows (1992)
- 3. 『ザ・ライフルズ』(The Rifles) (1994)
- 6. Argall: The True Story of Pocahontas and Captain John Smith (2001)

## 著作リスト

### 長編小説（七つの夢シリーズを除く）
- You Bright and Risen Angels (1987)
- Whores for Gloria (1991)
- The Atlas (1996)
- The Royal Family (2000)

### 短編集
- The Rainbow Stories (1989)
- 『ハッピー・ガールズ、バッド・ガールズ』(13 Stories and 13 Epitaphs) (1991)
- 『蝶の物語たち』Butterfly Stories (1993)
- Expelled from Eden: A William T. Vollmann Reader (Larry McCaffery and Michael Hemmingson, eds.) (2004)
- Europe Central (2005)   全米図書賞受賞

### ノンフィクション
- An Afghanistan Picture Show (1992)
- Rising Up and Rising Down: Some Thoughts on Violence, Freedom and Urgent Means (2004)　　3300ページに及ぶ暴力の研究
- Uncentering the Earth: Copernicus and the Revolutions of the Heavenly Spheres (2006) (Part of the nonfiction series "Great Discoveries")
- Poor People (2007)
- Riding Toward Everywhere (2008)
- Imperial (2009)
- Kissing the Mask (2010)　　日本の能舞台に関する研究
- Into the Forbidden Zone: A Trip Through Hell and High Water in Post-Earthquake Japan (2011)　　電子書籍